# Peyton Royce
 (juin 2021).
Cassie Arneill (née McIntosh le 10 novembre 1992 à Sydney, Nouvelle Galles du Sud) est une catcheuse (lutteuse professionnelle) australienne.
Elle est connue pour son travail à la World Wrestling Entertainment, sous le nom de Peyton Royce de 2015 à 2021 où elle a notamment été championne par équipe féminine de la WWE avec Billie Kay. 
Elle s'est auparavant fait connaître en tant que catcheuse en Australie et aux États-Unis sous le nom de KC Cassidy. 

## Carrière dans le catch

### Débuts en Australie (2009-2014)
McIntosh commence sa carrière de catcheuse le 28 février 2009 à la Professional Wrestling Alliance (PWA) sous le nom de KC Cassidy où elle fait équipe avec Robbie Eagles avec qui elle remporte un match par équipe mixte face à Madison Eagles (en) et Mike Valuable. Le 5 mars 2010, elle a son premier match pour le championnat féminin de la PWA qu'elle perd face à Jessie McKay. Elle a de nouveau l'occasion de remporter ce titre le 7 janvier 2011 mais échoue face à Madison Eagles. Le 26 novembre, elle est à la New Horizon Pro Wrestling où elle affronte Sara Del Rey dans un match pour désigner la challenger pour le championnat IndyGurlz Australia mais cette dernière remporte le match.
Elle se met ensuite à travailler fréquemment à la Melbourne City Wrestling où elle remporte le 23 novembre 2014 la Jenny & Vera Memorial Cup en éliminant Miami au premier tour puis en battant Evie et Toni Storm dans un Three way match,.

### Passage en Amérique du Nord (2012 puis 2014)
En 2012, elle part au Canada s'entraîner auprès de Lance Storm à la Storm Wrestling Academy. Elle lutte aussi au Canada durant cette période et perd un match pour le championnat féminin de la Prairie Wrestling Alliance le 16 juin.
En octobre 2014, elle effectue un bref passage aux États-Unis où le 10 elle participe à SHINE 22, un spectacle organisé par la Shine Wrestling, où elle perd face à Rhia O'Reilly. Les 18 et 19 octobre, elle est à la Shimmer Women Athletes où elle perd deux matchs par équipe avec Bambi Hall : d'abord face à Cherry Bomb et Kimber Lee au cours de l'enregistrement de SHIMMER Volume 67 puis face à Allysin Kay et Taylor Made durant SHIMMER Volume 70,.

### World Wrestling Entertainment (2015-2021)

#### NXT Wrestling (2015-2018)

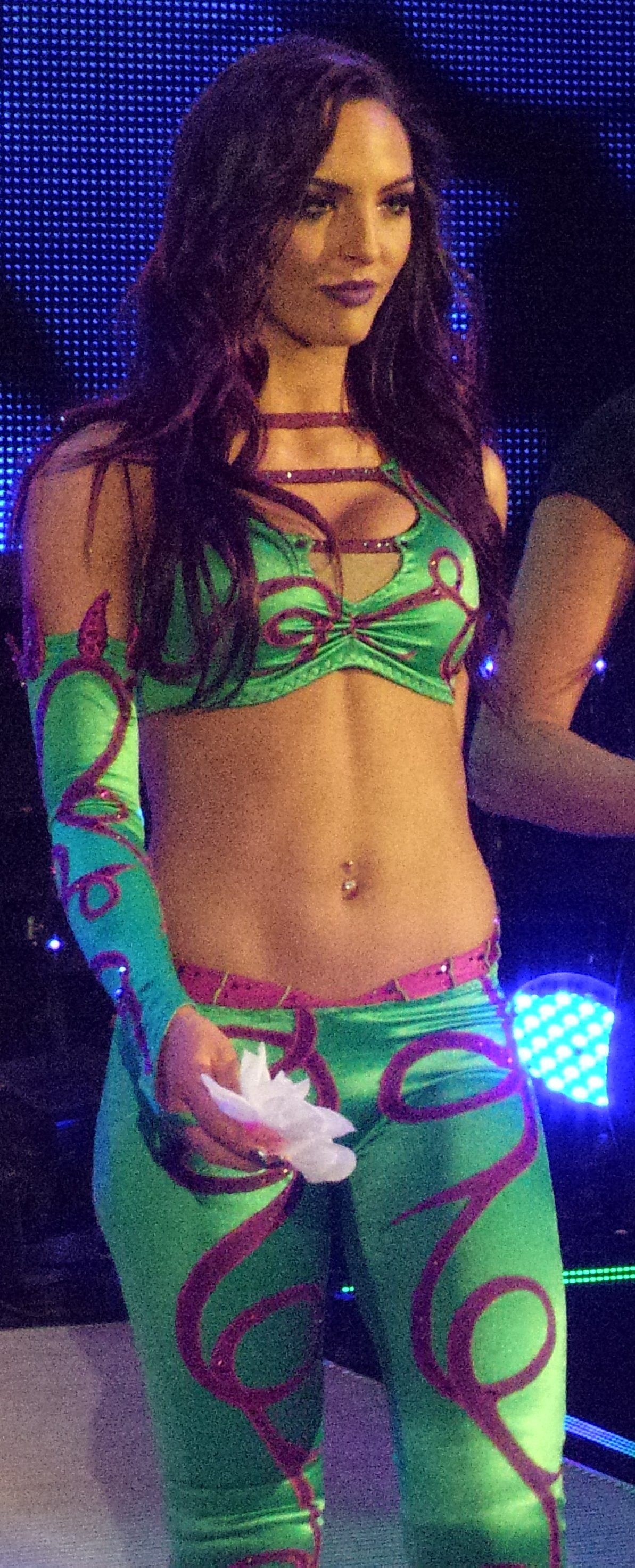
Peyton Royce en fevrier 2017

Le 18 mars 2015, Lance Storm annonce sur Twitter que son élève vient de signer un contrat avec la World Wrestling Entertainment (WWE). Elle fait ses débuts à NXT 15 mai sous le nom de KC Cassidy en perdant face à la championne de la NXT Sasha Banks. Le 22 juillet, elle combat sous le nom de Cassie en perdant face à Eva Marie. Le 7 août, elle annonce qu'elle se fera appelé désormais Peyton Royce. Elle effectue un heel turn le 9 décembre en perdant face à la championne Bayley. Le 13 janvier, elle participe dans une battle royal pour affronter Bayley pour le NXT Women's Championship mais ce fut Carmella qui remporta le match. 
En octobre 2016, elle commença une alliance avec Billie Kay qui se feront appelées désormais The Iconic Duo. Elles entrent dans une rivalité avec Liv Morgan. Le 23 novembre, elle perd avec Billie Kay et Daria Berenato contre Liv Morgan, Ember Moon et Aliyah. En fin de décembre, elles commenceront une rivalité avec la championne de la NXT Asuka. Lors de NXT TakeOver: San Antonio, elle perd contre Asuka, Billie Kay et Nikki Cross pour le titre. En fin février, elle gagne contre Ember Moon et Liv Morgan dans un match triple menace pour affronter Asuka pour le titre mais cette dernière conserva son titre. Le 11 octobre, elle gagne contre Nikki Cross et Liv Morgan pour être ajoutée dans le Fatal Four Way pour le NXT Women's Championship qui été devenu vacant à NXT TakeOver: WarGames. 
Le 31 mars lors d'un Live de NXT, Peyton Royce, Billie Kay et Shayna Baszler perdent contre Ember Moon, Jessie Elaban et Kairi Sane. Le 6 avril lors du premier tour du NXT Women's invitational, elle bat Candice LeRae. Elle participe à la bataille royale féminine du kickoff show de Wrestlemania 34.

#### Débuts àSmackDown Liveet championne par équipe de la WWE avec Billie Kay (2018-2019)
Le 10 avril à SmackDown Live, lors du Superstar Shake-Up, Billie Kay et elle effectuent leurs débuts dans le show bleu, en tant que Heel, et attaquent Charlotte Flair, permettant à Carmella d'utiliser sa mallette sur cette dernière et de devenir la nouvelle championne de SmackDown. Le 24 avril à SmackDown Live, elles effectuent leur premier match en battant Becky Lynch et Asuka.
Le 6 octobre à Super Show-Down, elles battent Asuka et Naomi. 
Le 27 janvier 2019 au Royal Rumble, elle entre dans le Royal Rumble match féminin en 9e position, élimine Nikki Cross (aidée par son équipière) avant d'être elle-même éliminée par Lacey Evans. Le 17 février à Elimination Chamber, sa partenaire et elle ne deviennent pas les première championnes par équipe de la WWE, battues par la Boss'N'Hug Connection dans un Elimination Chamber match, qui inclut également Fire & Desire (Mandy Rose et Sonya Deville), le Riott Squad (Liv Morgan et Sarah Logan), Carmella et Naomi.
Le 7 avril à WrestleMania 35, elles deviennent les nouvelles championnes par équipe de la WWE en prenant leur revanche sur leurs mêmes adversaire et en battant également Divas of Doom, Nia Jax et Tamina dans un Fatal 4-Way Tag Team match, remportant les titres pour la première fois de leurs carrières.
Le 5 août à Raw, elles perdent face à Alexa Bliss et Nikki Cross dans un Fatal 4-Way Elimination Tag Team match, qui inclut également les Kabuki Warriors (Asuka et Kairi Sane) et Fire & Desire, ne conservant pas leurs titres et mettant fin à un règne de 120 jours. Six soirs plus tard lors du pré-show à SummerSlam, elles ne remportent pas les titres féminins par équipe de la WWE, battues par leurs mêmes adversaires.

#### Draft àRaw, dissolution des IIconics, alliance avec Lacey Evans et départ (2019-2021)
Le 14 octobre à Raw, lors du Draft, elles sont annoncées être transférées au show rouge par Stephanie McMahon.
Le 14 juin 2020 à Backlash, elles ne remportent pas les titres féminins par équipe de la WWE, battues par la Boss'n'Hug Connection dans un Triple Threat Tag Team match, qui inclut également Alexa Bliss et Nikki Cross.
Le 30 août lors du pré-show à Payback, elles perdent face au Riott Squad. Le lendemain à Raw, elles ne deviennent pas aspirantes n°1 aux titres féminins par équipe de la WWE à Clash of Champions, battues par leurs mêmes adversaires, ce qui entraîne également la dissolution de leur équipe.
Le 19 octobre à Raw, elle forme officiellement une alliance avec Lacey Evans, mais les deux femmes perdent face à Nia Jax et Shayna Baszler dans un Fatal 4-Way match, qui inclut également le Riott Squad, Mandy Rose et Dana Brooke. Le 17 novembre, elles remplacent officiellement Mandy Rose et Dana Brooke, blessées, dans l'équipe féminine du show rouge pour les Survivor Series. Le 22 novembre aux Survivor Series, l'équipe Raw (Nia Jax, Shayna Baszler, Lana et elles) bat celle de SmackDown (Bianca Belair, Ruby Riott, Liv Morgan, Bayley et Natalya) dans un 5-on-5 Traditional Survivor Series Woman's Elimination Tag Team match.
Le 31 janvier 2021 au Royal Rumble, elle entre dans le Royal Rumble match féminin en 11e position, élimine Liv Morgan avant d'être elle-même éliminée par Charlotte Flair.
Le 15 avril, elle est renvoyée par la compagnie.

### Impact Wrestling (2021-2022)
Le 9 octobre 2021, lors de Knockouts Knockdown, Impact Wrestling diffuse une vignette pour annoncer son arrivée et celle de Jessica McKay à Bound For Glory. Le 23 octobre 2021, lors de Bound For Glory, elle et Jessica McKay battent DecAy (Rosemary & Havok) et remporte les Impact Knockout Tag Team Championship.

## Palmarès
- Impact Wrestling
  - 1 fois Impact Knockout Tag Team Champion avec Jessie McKay (actuelle)

- World Wrestling Entertainment
  - 1 fois WWE Women's Tag Team Champion avec Billie Kay

## Vie privée
Elle est actuellement en couple et mariée avec le catcheur de la WWE, Shawn Spears. Le 3 août 2022, elle annonce, sur les réseaux sociaux, être enceinte de leur premier enfant. Le 17 janvier 2023, elle accouche d’un garçon prénommé Austin Jay.